# Trinway (Ohio)
Trinway es un lugar designado por el censo ubicado en el condado de Muskingum en el estado estadounidense de Ohio. En el Censo de 2010 tenía una población de 365 habitantes y una densidad poblacional de 372,82 personas por km².

## Geografía
Trinway se encuentra ubicado en las coordenadas 40°8′9″N 82°0′45″O / 40.13583, -82.01250. Según la Oficina del Censo de los Estados Unidos, Trinway tiene una superficie total de 0.98 km², de la cual 0.98 km² corresponden a tierra firme y (0%) 0 km² es agua.

## Demografía
Según el censo de 2010, había 365 personas residiendo en Trinway. La densidad de población era de 372,82 hab./km². De los 365 habitantes, Trinway estaba compuesto por el 96.99% blancos, el 0.27% eran afroamericanos, el 0% eran amerindios, el 0% eran asiáticos, el 0% eran isleños del Pacífico, el 0% eran de otras razas y el 2.74% pertenecían a dos o más razas. Del total de la población el 0.27% eran hispanos o latinos de cualquier raza.